# Tomás Peuvrel
Tomás Peuvrel es un deportista argentino que compitió en vela en la clase Soling. Ganó dos medallas de bronce en el Campeonato Mundial de Soling en los años 2007 y 2008.

## Palmarés internacional
| Campeonato Mundial | Campeonato Mundial     | Campeonato Mundial | Campeonato Mundial |
| Año                | Lugar                  | Medalla            | Clase              |
| ------------------ | ---------------------- | ------------------ | ------------------ |
| 2007               | San Isidro (Argentina) | Medalla de bronce  | Soling             |
| 2008               | Scarlino (Italia)      | Medalla de bronce  | Soling             |